# Onuma Sittirak
Onuma Sittirak est une joueuse thaïlandaise de volley-ball née le 13 juin 1986 à Khian Sa (Surat Thani). Elle mesure 1,75 m et joue au poste de réceptionneuse-attaquante. Elle totalise 25 sélections en équipe de Thaïlande.

## Clubs
| Club              | De        | À         |
| ----------------- | --------- | --------- |
| Federbräu         | 2008-2009 | 2008-2009 |
| Zeiler Köniz      | 2009-2010 | 2009-2010 |
| Dinamo Kazan      | 2010-2011 | 2010-2011 |
| Chang Club        | 2011-2012 | 2011-2012 |
| İqtisadçı VK      | 2012-2013 | 2013-2014 |
| JT Marvelous      | 2014-2015 | 2016-2017 |
| Nakhon Ratchasima | 2017-2018 | …         |

## Palmarès

### Équipe nationale
- Championnat d'Asie et d'Océanie
  - Vainqueur : 2009, 2013.
- Coupe d'Asie
  - Vainqueur : 2012.

### Clubs
- Championnat AVC des clubs
  - Vainqueur : 2009, 2010.
- Tournoi de Kurowashiki
  - Vainqueur : 2015, 2016.

### Distinctions individuelles
- Championnat féminin AVC des clubs 2009: Meilleur attaquante et MVP.
- Championnat d'Asie et d'Océanie de volley-ball féminin 2009: MVP.
- Championnat féminin AVC des clubs 2010: Meilleur attaquante et meilleur marqueuse.
- Coupe d'Asie de volley-ball féminin 2012: Meilleure marqueuse, meilleure attaquante et MVP.
- World Grand Champions Cup féminine 2013: Meilleure réceptionneuses-attaquantes.